# Alberobello
Alberobello är en stad och kommun i storstadsregionen Bari, innan 2015 provinsen Bari, i regionen Apulien i sydöstra Italien. Kommunen hade 10 725 invånare (2017) och gränsar till kommunerna Castellana Grotte, Fasano, Locorotondo, Martina Franca, Monopoli, Mottola, Noci och Putignano.
Alberobello är berömd för sina karakteristiska bostäder, trulli, som står på Unescos världsarvslista. Trulli är runda hus försedda med konformade tak. Väggarna är vitkalkade, medan takpannorna är mörkbruna.

## Vänorter
Byarna Shirakawa-go och Gokayama i Japan vars historiska byar är världsarv.